# Morey (Meurthe-et-Moselle)
Morey est une ancienne commune française de Meurthe-et-Moselle rattachée à Belleau en 1971.

## Géographie
La commune, à 19 kilomètres au nord de Nancy, est située sur le flanc du Val Sainte-Marie, à 300 mètres d'altitude environ, sur la rive gauche de la rivière la Natagne affluent de la Moselle. D'une surface de 330 hectares, la commune s'étage sur le flanc d'un coteau de 220 mètres à 390 mètres : le plateau calcaire est occupé par la forêt (bois du Buzion, bois de la Rumont, bois du Chapître), le village est implanté sur la ligne des sources à mi-pente, puis se succèdent vergers et prairies suivis des terres labourables sur les pentes argileuses qui descendent sur la rivière.
Le village avait encore une activité viticole importante au début du XIXe siècle avec 16 hectares de vignes.

## Toponymie
Son nom vient probablement d'un patronyme germanique, Maur, et du suffixe -iacum, c'est-à-dire domaine. Les plus anciennes formes sont Mauriacense (796), Moreiaco (1070), puis Moreio (1159), Moirey (1276), Mourey au Val Sainte Marie (1425), Mourey (1426) et Morey (1551).
Au cours de la Révolution française, la commune porte le nom de Trois-Montagnes.

## Histoire
La première mention écrite de Morey est faite sous le nom de Mauriacense dans une charte de l'abbaye de Gorze de 796-797. Morey était un bien de cette abbaye.
Dans les premières années du Xe siècle, les bénédictins implantés sur la colline de Gellamont à Scarpone quittent ce lieu pour Morey sur l'emplacement du château actuel.
Au XIIe siècle, Morey fait partie de la châtellenie de Dieulouard, dépendant de l'évêché de Verdun avant de dépendre du comte de Bar.
Au XIVe siècle, Morey est une des seigneuries vassales du Comte de Bar dévolue à la garde de la forteresse de Mousson. Rattachée au bailliage de Verdun dans le duché du Barrois, Morey garde son statut de seigneurie de haute, moyenne et basse justice jusqu'à la Révolution. Son dernier seigneur, Nicolas Antoine Joly, émigre pour échapper aux révolutionnaires. Le village de Morey adhéra résolument à la cause révolutionnaire en prenant le nom de Trois-Montagnes le 25 septembre 1793, faisant allusion au groupe politique de la Montagne de la Convention nationale ainsi qu’à la topographie des lieux. Cette appellation ne tiendra qu’une année. De ce passé, Morey garde un ensemble cohérent associant une maison forte, une basse cour et une petite église.
Première Guerre mondiale :
Dès la mobilisation, un secteur défensif est organisé sur la ligne Serrières-Mont Toulon-Mont Saint-Jean pour garder les abords de la Seille au contact des Allemands. Une deuxième ligne de résistance s’organise sur l’axe Bratte-Morey.
Morey abrite en septembre 1914 le poste de commandement du 232e Régiment d’Infanterie.  Des batteries sont installées sur la cote du Chapitre et la cote du Moulin à Vent de Morey.
Durant toute la guerre, le château de Morey abritera les ambulances des régiments engagés sur les avant-postes de Nomeny, Létricourt, Chenicourt, Ajoncourt.
Deuxième Guerre mondiale : Septembre 1944, Morey sur le front entre Moselle et Seille
Début septembre 1944, les Allemands fortifient les côtes Est de la Moselle à l’arrivée des troupes américaines dans la région de Pont-à-Mousson. Morey, inclus dans le périmètre défensif allemand, voit arriver des chars de la 3e Panzergrenadier Division. La traversée réussie de la Moselle par les troupes américaines de la 80e division d'infanterie a lieu le 12 septembre 1944 par le gué situé au nord de l'île de Scarpone près de Dieulouard. L’offensive progresse lentement par une série d’attaques et contre-attaques violentes en direction de Landremont, Bezaumont et Sainte-Geneviève. Les bombardements s’intensifient autour de Morey, Belleau et les villages alentour, les cibles alliées se concentrant sur la cote 340 face à Morey, le mont Toulon et Saint-Jean. Le 24 septembre, les fantassins du 1er bataillon du 317e régiment de la 80e division d'infanterie nettoient la résistance à l'est dans le bois de la Rumont et s’établissent à Morey jusqu’au 27 septembre pour conforter la ligne défensive. Ce n’est que le 9 octobre que les Alliés délogent les Allemands du Mont Saint-Jean et atteignent les rives de la Seille à Létricourt.

## Administration
Morey, dont le code Insee est 54384, fusionne avec la commune de Belleau le 10 février 1971.
| Période                                  | Période | Identité                       | Étiquette | Qualité |
| ---------------------------------------- | ------- | ------------------------------ | --------- | ------- |
|                                          | 1792    | Joseph Nicolas André           |           |         |
| 1792                                     | 1794    | François Grandjean             |           |         |
| 1794                                     | 1800    | Jean Jacquemot                 |           |         |
| 1800                                     | 1807    | Gaspard Joseph Gabriel Nusbaum |           |         |
| 1807                                     | 1813    | Gaspard Poirel                 |           |         |
| 1813                                     | 1815    | Joseph Thomas                  |           |         |
| 1815                                     | 1825    | Joseph Eloy                    |           |         |
| 1826                                     | 1840    | François Vasse                 |           |         |
| 1840                                     | 1846    | Christophe Stref               |           |         |
| 1846                                     | 1854    | Jean Claude Poirel             |           |         |
| 1854                                     | 1865    | Joseph Arnould                 |           |         |
| 1865                                     | 1871    | Antoine Eloy                   |           |         |
| 1871                                     | 1878    | Nicolas Stref                  |           |         |
| 1878                                     | 1882    | Joseph Nicolas Poirel          |           |         |
| 1882                                     | 1888    | Claude Eloy                    |           |         |
| 1888                                     | 1897    | Nicolas Stref                  |           |         |
| 1908                                     | 1912    | Eugène Brice                   |           |         |
| 1912                                     | 1919    | Auguste Claude                 |           |         |
| 1930                                     |         | Charles Aime                   |           |         |
| 1942                                     |         | Marcel Stref                   |           |         |
| 1955                                     | 1958    | Marcel Cropsal                 |           |         |
| Les données manquantes sont à compléter. |         |                                |           |         |

## Démographie
| 1793 | 1800 | 1806 | 1821 | 1831 | 1836 | 1841 |
| ---- | ---- | ---- | ---- | ---- | ---- | ---- |
| 160  | 186  | 204  | 267  | 275  | 272  | 238  |

| 1846 | 1851 | 1856 | 1861 | 1872 | 1876 | 1881 |
| ---- | ---- | ---- | ---- | ---- | ---- | ---- |
| 240  | 245  | 223  | 231  | 191  | 202  | 185  |

| 1886 | 1891 | 1896 | 1901 | 1906 | 1911 | 1921 |
| ---- | ---- | ---- | ---- | ---- | ---- | ---- |
| 183  | 184  | 202  | 187  | 183  | 172  | 127  |

| 1926 | 1931 | 1936 | 1946 | 1954 | 1962 | 1968 |
| ---- | ---- | ---- | ---- | ---- | ---- | ---- |
| 112  | 111  | 106  | 97   | 100  | 111  | 127  |

## Monuments historiques

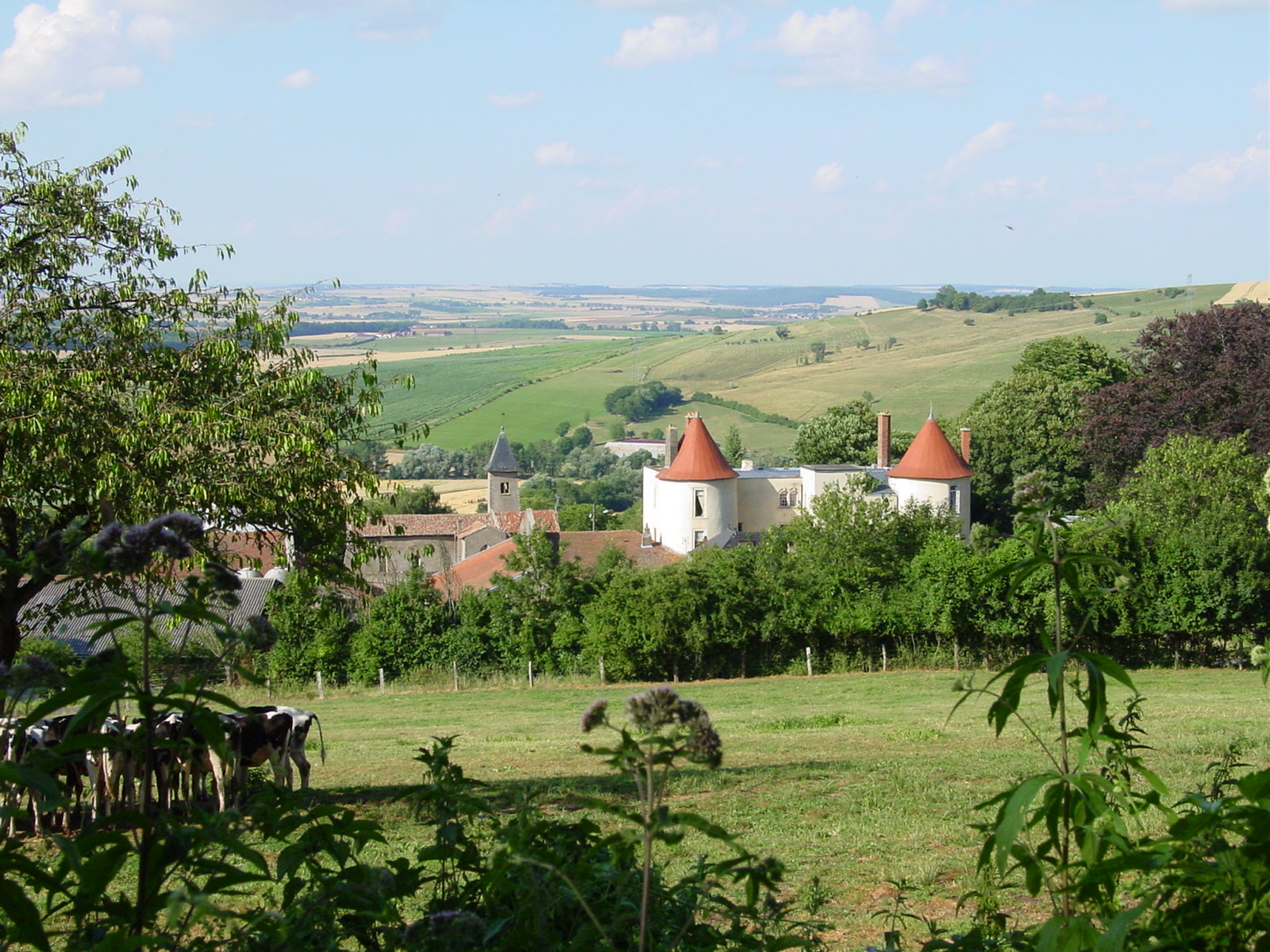
vue du château et de l'église.

L'église Saint-Paul est classée à l'inventaire des monuments historiques depuis le 18 juin 1930. Sa tour date du XIIe siècle, la nef du XIIIe siècle, la chapelle seigneuriale du XVIIe siècle.
Le château de Morey à Belleau est classé depuis le 13 août 1930.